# Juliane Kokott
Juliane Kokott (* 18. Juni 1957 in Frankfurt am Main) ist eine deutsche Juristin. Sie ist Generalanwältin am Gerichtshof der Europäischen Union (EuGH) und Titularprofessorin an der Universität St. Gallen.

## Leben
Juliane Kokott verbrachte ihre Kindheit im Saarland, da ihr Vater Bernhard Kokott in den Jahren 1961 bis 1971 als Bürgermeister von St. Ingbert amtierte. Sie studierte Rechtswissenschaften in Bonn und Genf. Im Anschluss erwarb sie während eines Studienaufenthaltes als Fulbright-Stipendiatin in den USA den akademischen Grad eines LL.M. an der American University, Washington D.C. Parallel dazu war sie Assistentin bei Thomas Buergenthal, Richter am Internationalen Gerichtshof; vormals Präsident des Interamerikanischen Gerichtshofs für Menschenrechte. Das Referendariat leistete sie am Landgericht Heidelberg mit einer Station am Bundesverfassungsgericht in Karlsruhe und einer parallelen Beschäftigung am Max-Planck-Institut für ausländisches öffentliches Recht und Völkerrecht ab. Es folgte eine Promotion zum Dr. iur. utr. an der Universität Heidelberg mit der Dissertation zum Thema „Das interamerikanische System zum Schutz der Menschenrechte“.
Kokott erwarb auch das Diplom der Académie Internationale de Droit Constitutionnel in Tunis. Als Trägerin der Otto-Hahn-Medaille der Max-Planck-Gesellschaft für den wissenschaftlichen Nachwuchs führte sie einen weiteren Studienaufenthalt in den USA durch und wurde durch die Harvard Law School zum Doctor of Juridical Sciences (S.J.D.) promoviert.
Nach ihrer Habilitation mit Lehrbefugnis für deutsches und ausländisches öffentliches Recht, Völkerrecht und Europarecht an der Universität Heidelberg lehrte sie an der Universität Mannheim, an der Universität Augsburg und an der Universität Düsseldorf. Von Anfang 2000 bis zu ihrer Wahl an den Europäischen Gerichtshof leitete sie an der Universität St. Gallen das Institut für Europarecht, Völkerrecht und internationales Wirtschaftsrecht und hatte den entsprechenden Lehrstuhl inne.
Am 7. Oktober 2003 trat Juliane Kokott auf Vorschlag der deutschen Bundesregierung als dritte Frau in der Geschichte des Europäischen Gerichtshofes als Generalanwältin die Nachfolge von Siegbert Alber an. 2009, 2015 und 2021 wurde sie jeweils für weitere 6 Jahre in ihrem Amt bestätigt. Sie bearbeitet pro Jahr etwa vierzig Verfahren und legte die Grundsteine für einige Grundsatzentscheidungen des Europäischen Gerichtshofes. So stellte sie Schlussanträge im Verfahren über unterschiedliche Versicherungstarife für Männer und Frauen.
Kokott ist Mitglied im Deutschen Juristinnenbund e. V. und Vorsitzende des Kuratoriums des Max-Planck-Instituts für Steuerrecht und Öffentliche Finanzen. 
Zusätzlich engagiert sie sich für die deutsche und europäische Juristenausbildung und Völkerverständigung im Beirat von ELSA-Deutschland e. V.
Kokott ist verheiratet und Mutter von sechs Kindern.

## Publikationen (Auswahl)
- Juliane Kokott: Art. 4, 12a, 16, 17a, 87a, 87b, und 116, in: Sachs (Hrsg.): Grundgesetz Kommentar, 1.–7. Auflage, München: C.H. Beck 1996, 1999, 2002, 2007, 2008, 2011, 2014, ISBN 978-3-406-49233-4.
- Juliane Kokott: EU Tax Law, Beck Hart Nomos, 2022, ISBN 978-3-406-74395-5.
- Juliane Kokott: Art. 281, 282, 296-299, 301-307, 311-314 EGV, in: Streinz (Hrsg.), EUV/EGV – Vertrag über die Europäische Union und Vertrag zur Gründung der Europäischen Gemeinschaft – Kommentar, München: C.H. Beck 2003, ISBN 978-3-406-48457-5.
- Juliane Kokott / Hartmut Graßl et al.: Welt im Wandel: Energiewende zur Nachhaltigkeit - Wissenschaftlicher Beirat der Bundesregierung Globale Umweltveränderungen (WBGU). 2003.
- Juliane Kokott et al.: Grundzüge des Völkerrechts, 1.–3. Auflage, Heidelberg: C.F. Müller Verlag 1988, 2000, 2003, ISBN 978-3-8252-1511-8.
- Juliane Kokott: Gleichheitssatz und Diskriminierungsverbote in der Rechtsprechung des Bundesverfassungsgerichts, in: Badura / Dreier (Hrsg.), Festschrift 50 Jahre Bundesverfassungsgericht, Bd. 2: Klärung und Fortbildung des Verfassungsrechts, Tübingen: Mohr Siebeck 2001, S. 127–162.
- Juliane Kokott: Beweislastverteilung und Prognoseentscheidungen bei der Inanspruchnahme von Grundrechten und internationalen Menschenrechten, Beiträge zum ausländischen öffentlichen Recht und Völkerrecht, Bd. 110, 445 S., Berlin/Heidelberg/New York/u. a.: Springer Verlag 1993, ISBN 3-540-56762-3.
- Juliane Kokott: Das interamerikanische System zum Schutz der Menschenrechte – The Inter-American System for the Protection of Human Rights, Beiträge zum ausländischen öffentlichen Recht und Völkerrecht, Bd. 92, 166 S., Berlin/Heidelberg/New York: Springer Verlag 1986, ISBN 3-540-17092-8.